# Обід о восьмій
Обід о восьмій (англ. Dinner at Eight) — американська докодексова комедія характерів 1933 року, яка зібрала найвідоміших кінозірок того часу: Марі Дресслер, Джон Беррімор, Воллес Бірі, Джин Гарлоу, Лайонел Беррімор, Лі Трейсі, Едмунд Лоу, та Біллі Берк. Фільм створений кіностудією Metro-Goldwyn-Mayer. Сценарій до фільму був адаптований Френсіс Меріон та Германом Дж. Манкевичем на основі п'єси Джорджа Кауфмана та Едни Фербер, діалоги опрацював Дональд Оґден Стюарт. Продюсер стрічки Девід О. Селзнік, а режисер Джордж Кьюкор.

## Сюжет
Світська левиця місіс Мілісент Джордан влаштовує званий обід, який має принести користь для бізнесу її чоловіка Олівера. Серед запрошених нечесний бізнесмен, який хоче погубити справу Олівера Джордана; його дружина, яка має роман зі своїм лікарем; неуспішний актор, який розтратив своє майно на спиртне, а також має романтичні стосунки з дочкою Джорданів і поважна театральна актриса, яка після втрати всіх своїх грошей стала «професійним гостем». Нічого не йде за планом через різні обставини: відмову найголовніших гостей прийти, самогубство, смертельну хворобу і проблеми зі слугами. Але вечеря розпочинається точно о восьмій.

## У головних ролях
- Марі Дресслер — Карлотта Венс, старіюча актриса з втраченим престижем
- Лайонел Беррімор — Олівер Джродан, бізнесмен, в якого справа зазнала невдачі
- Біллі Берк — Мілісент Джордан, його дружина, недалека, багата світська леді
- Медж Еванс — Паула Джордан, дещо бунтівна дочка Джорданів
- Воллес Бірі — Ден Пакард, успішний бізнесмен-забіяка
- Джин Гарлоу — Кіті Пакард, самотня, марнославна жінка, дружина Дена Пакарда
- Джон Беррімор — Ларрі Рено, виснажений, п'яниця-актор
- Лі Трейсі — Макс Кейн, відчайдушний агент Ларрі Рено
- Едмунд Лоу — лікар Вейн Талболт, невірний чоловік, лікар багатіїв, особливо Кіті Пакард
- Карен Морлі — Люсі Талболт, терпляча дружина Вейна Талбота

## Касові збори
У прокаті фільм отримав прибутку більш, ніж $ 1 млн.

## Нагороди та відзнаки
Визнаний Американським інститутом кіномистецтва
- У рейтингу 100 найсмішніших американських фільмів за 100 років за версією AFI #85